# نانا (مغنية سورية)
نانا واسمها الحقيقي نجوى مصطفى قعقع وهي مغنية سورية ولدت في أيلول 1983 نشأت في لبنان، أول كليب لها كان في سنة 2008 بأغنية كلن بدن نانا، ظهر لها فلم إباحي مسرب وهي تمارس الجنس وعارية مع صديقها خليل كرم حيث قامت إحدى صديقاتها بتصويرهن بإرادة نانا كما قال خليل في لقائه مع إحدى القنوات وقد أثار الفلم ضجة ضدها وطالب بعض الأشخاص بمحاكمتها، إلا أنها قالت بأن الفلم نُشر من صديقها وقامت بتصويره لكي تراه وهي بعيدة أو مسافرة عنه لكي تشتاق له وأنها ليس لديها ذنب في نشر الفلم، وبعد سنتين ظهرت في إحدى وسائل الإعلام ونفت كونها الشخص الموجود في الفلم وأنها كانت امرأة أخرى تشبهها في الفلم. سبق لنانا أيضاً التمثيل في فيلم هاللو أمريكا.

## أهم أعمالها
- خليك في حالك
- هاللو أمريكا